# Boofzheim
Ne doit pas être confondu avec Bootzheim ou Bofsheim.
Boofzheim est une commune française située dans la circonscription administrative du Bas-Rhin et, depuis le 1er janvier 2021, dans le territoire de la Collectivité européenne d'Alsace, en région Grand Est.
Cette commune se trouve dans la région historique et culturelle d'Alsace.

## Géographie

### Localisation

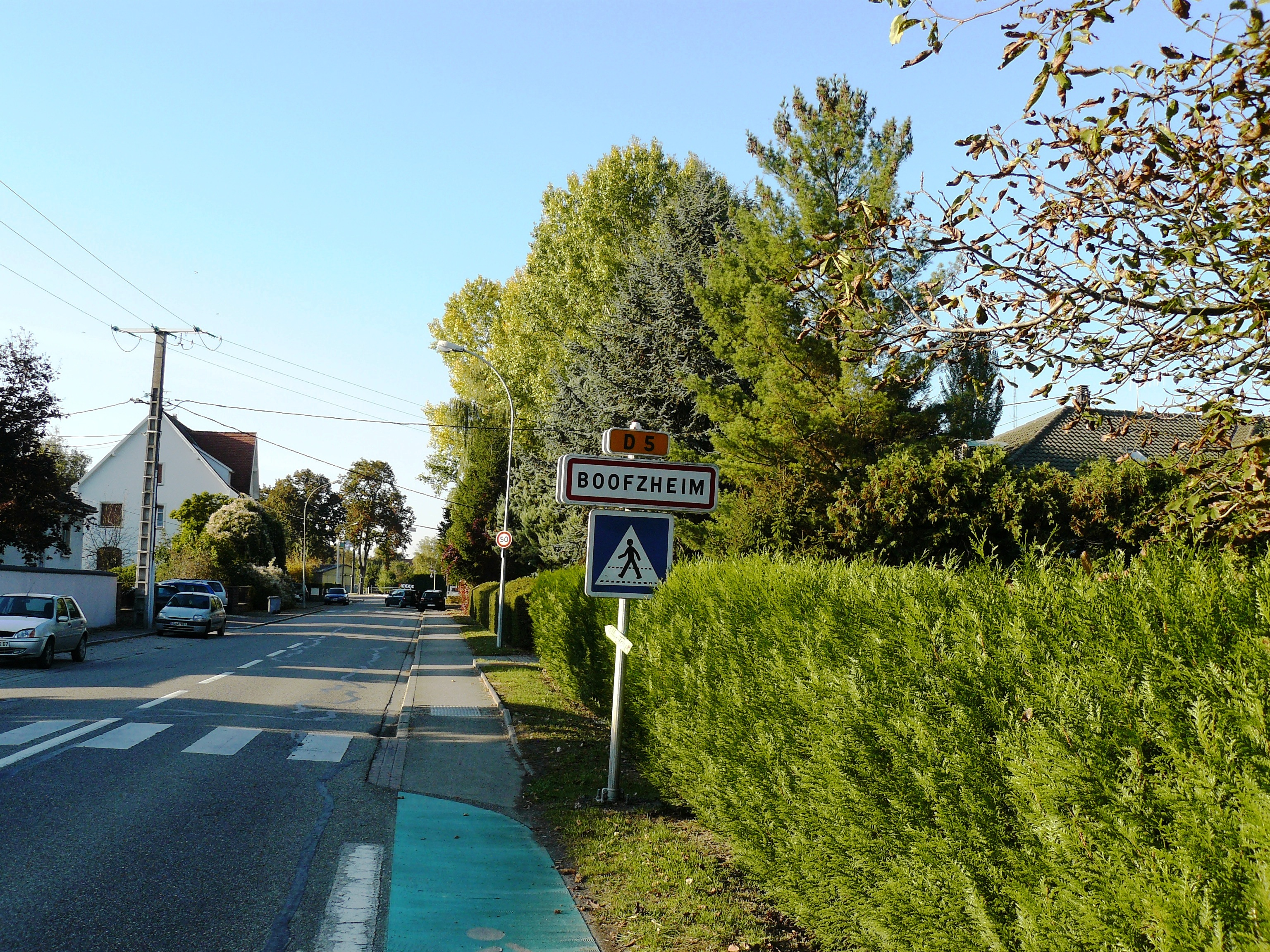
Entrée du village de Boofzheim.

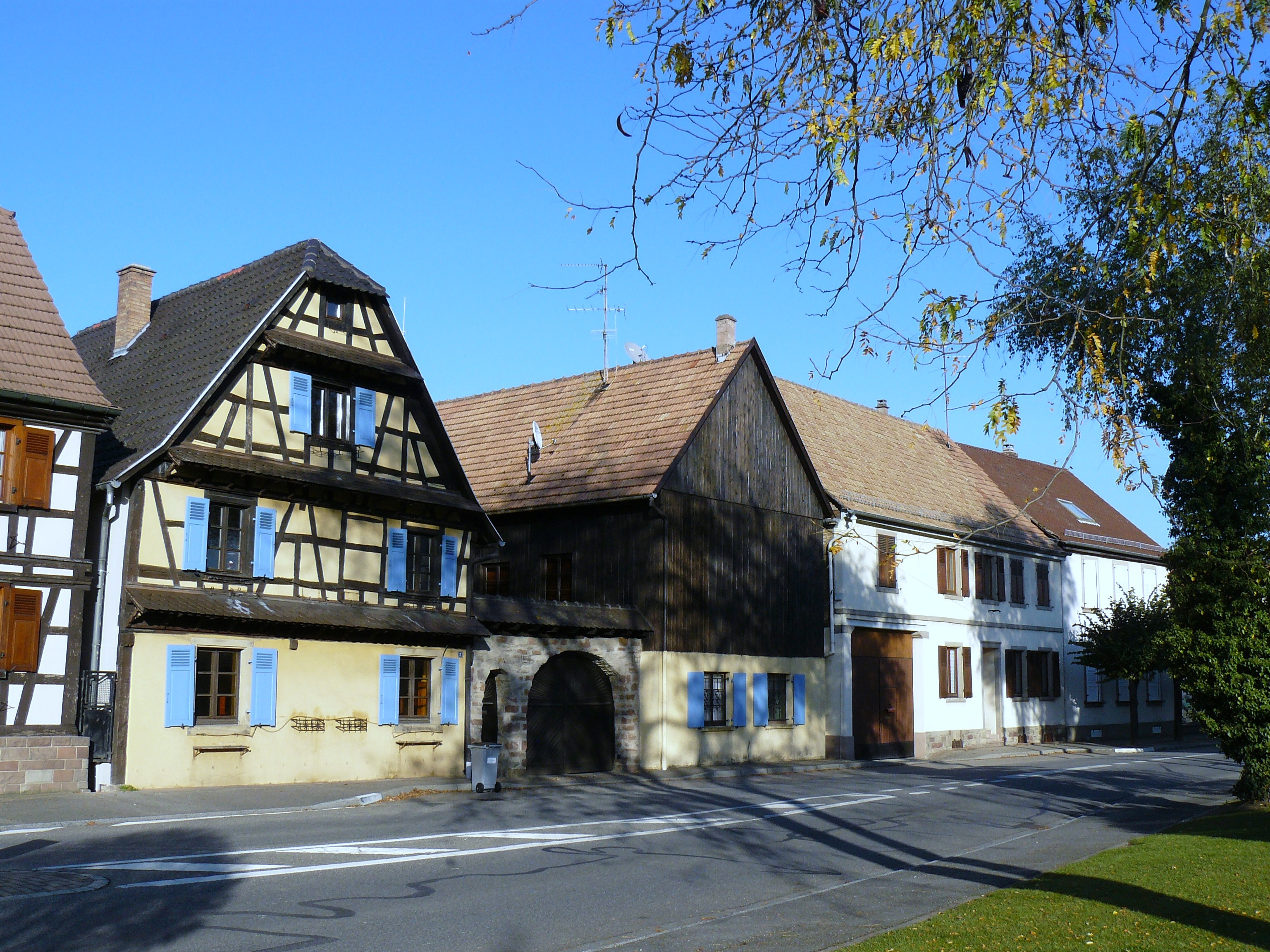
Maisons à colombages.

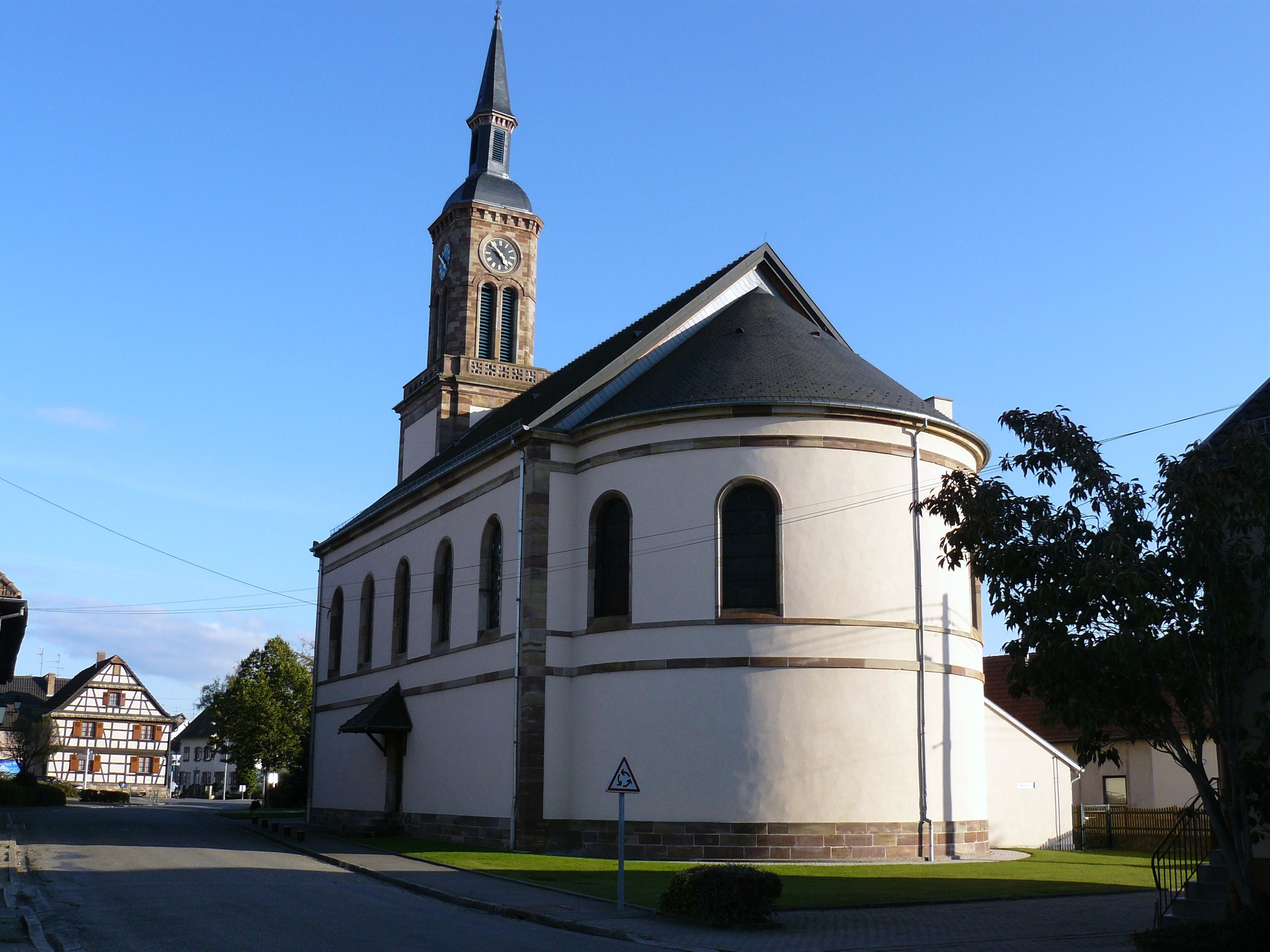
Église protestante de Boofzheim (vue arrière de l'édifice).

Situé en plein Ried, le village fait partie du canton de Benfeld et de l'arrondissement de Sélestat-Erstein. Il est situé au croisement de la D 5 qui relie Benfeld à l'Allemagne et la D 468 parallèle au Rhin qui relie Strasbourg à Bâle en passant par de nombreux villages fleuris d'Alsace. Par ailleurs, il est situé sur la Véloroute Rhin EV 15 (1 320 km) qui relie la source du Rhin, située à Andermatt en Suisse, à son embouchure à Rotterdam. Les habitants sont connus sous le nom de Boofzheimois.
|           | Obenheim    |        |
| Herbsheim | Boofzheim   | Rhinau |
| Rossfeld  | Friesenheim |        |

### Réserves naturelles
Plusieurs réserves naturelles protégées sont à découvrir : la source phréatique du Trulygraben, les tumulus dont de nombreux objets sont exposés au musée archéologique de Strasbourg. Ces sites sont situés entre Boofzheim et Herbsheim et font partie de la commune de Herbsheim.

### Hydrographie

#### Réseau hydrographique
La commune est dans le bassin versant du Rhin au sein du bassin Rhin-Meuse. Elle est drainée par le canal du Rhone au Rhin, le ruisseau Muhlbach de Gerstheim, le ruisseau le Neuergraben, le ruisseau le Krummgraben, le ruisseau le Muhlbach de Daubensand, le ruisseau le Ridegraben et le ruisseau Wurmsgraben,.
Le canal du Rhône au Rhin, d'une longueur de 133 km, relie la Saône, affluent navigable du Rhône, au Rhin, par la vallée du Doubs et son prolongement en Haute Alsace jusqu'à Niffer sur le Rhin, un autre prolongement rejoignant Strasbourg par la canalisation de l'Ill.
Le ruisseau Muhlbach de Gerstheim, d'une longueur de 25 km, prend sa source dans la commune de Sundhouse et se jette  dans la canal d'alimentation du Bassin de Plobsheim à Erstein, après avoir traversé neuf communes.

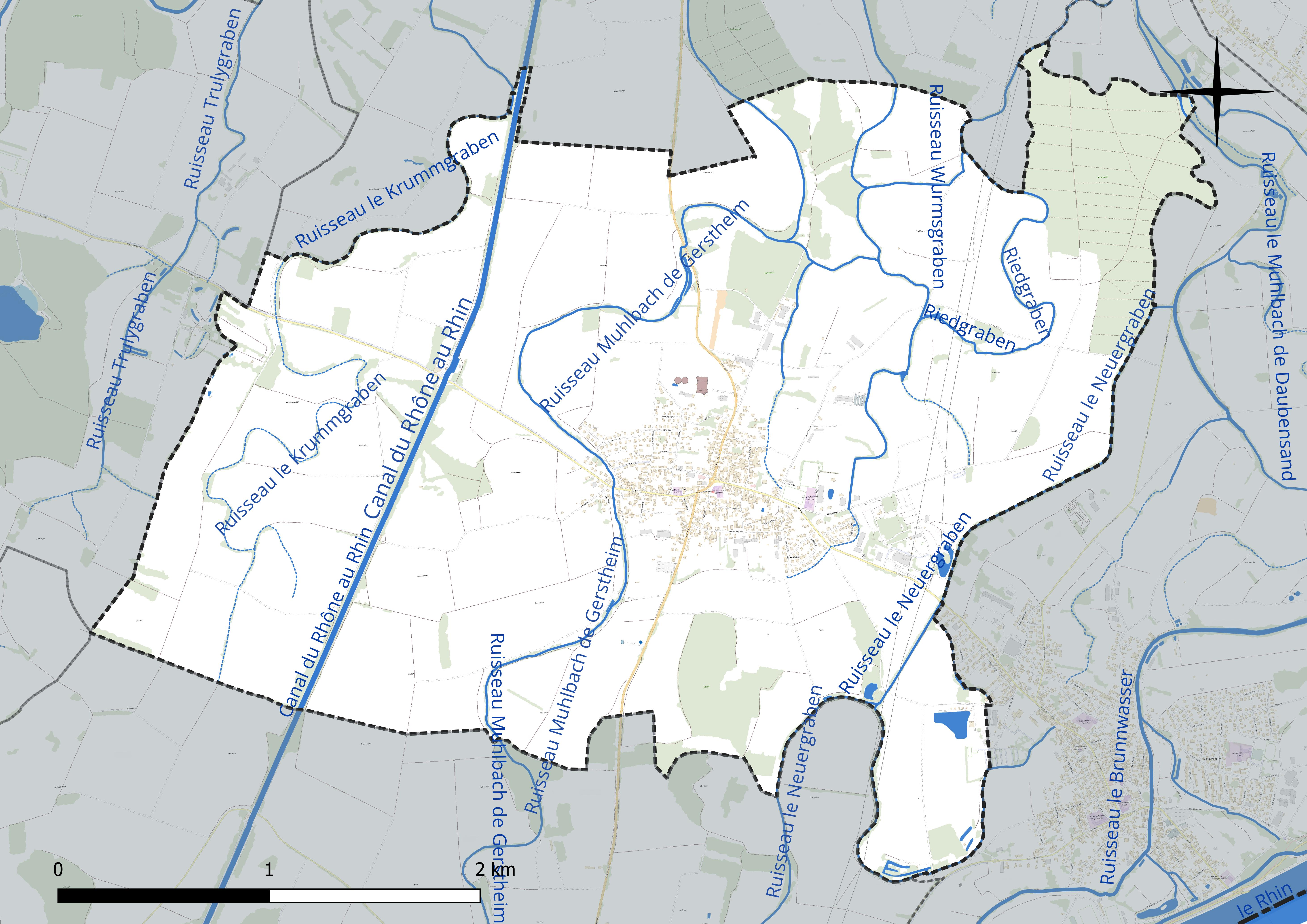
Réseau hydrographique de Boofzheim.

#### Gestion et qualité des eaux
Le territoire communal est couvert par le schéma d'aménagement et de gestion des eaux (SAGE) « Ill Nappe Rhin ». Ce document de planification concerne la nappe phréatique rhénane, les cours d'eau de la plaine d'Alsace et du piémont oriental du Sundgau, les canaux situés entre l'Ill et le Rhin et les zones humides de la plaine d'Alsace. Le périmètre s’étend sur 3 596 km2. Il a été approuvé le 17 janvier 2005. La structure porteuse de l'élaboration et de la mise en œuvre est la région Grand Est.
La qualité des cours d’eau peut être consultée sur un site dédié géré par les agences de l’eau et l’Agence française pour la biodiversité.

### Climat
Pour des articles plus généraux, voir Climat du Grand Est et Climat du Bas-Rhin.
En 2010, le climat de la commune est de type climat des marges montargnardes, selon une étude du Centre national de la recherche scientifique s'appuyant sur une série de données couvrant la période 1971-2000. En 2020, Météo-France publie une typologie des climats de la France métropolitaine dans laquelle la commune est exposée à un climat semi-continental et est dans la région climatique Alsace, caractérisée par une pluviométrie faible, particulièrement en automne et en hiver, un été chaud et bien ensoleillé, une humidité de l’air basse au printemps et en été, des vents faibles et des brouillards fréquents en automne (25 à 30 jours).
Pour la période 1971-2000, la température annuelle moyenne est de 10,7 °C, avec une amplitude thermique annuelle de 17,8 °C. Le cumul annuel moyen de précipitations est de 664 mm, avec 8,3 jours de précipitations en janvier et 9,5 jours en juillet. Pour la période 1991-2020, la température moyenne annuelle observée sur la station météorologique de Météo-France la plus proche, « Selestat Sa », sur la commune de Sélestat à 19 km à vol d'oiseau, est de 11,4 °C et le cumul annuel moyen de précipitations est de 621,1 mm. 
La température maximale relevée sur cette station est de 39,3 °C, atteinte le 13 août 2003 ; la température minimale est de −17 °C, atteinte le 20 décembre 2009,,.
Les paramètres climatiques de la commune ont été estimés pour le milieu du siècle (2041-2070) selon différents scénarios d'émission de gaz à effet de serre à partir des nouvelles projections climatiques de référence DRIAS-2020. Ils sont consultables sur un site dédié publié par Météo-France en novembre 2022.

## Urbanisme

### Typologie
Au 1er janvier 2024, Boofzheim est catégorisée bourg rural, selon la nouvelle grille communale de densité à sept niveaux définie par l'Insee en 2022.
Elle appartient à l'unité urbaine de Rhinau, une agglomération intra-départementale regroupant deux  communes, dont elle est une commune de la banlieue,,. Par ailleurs la commune fait partie de l'aire d'attraction de Strasbourg (partie française), dont elle est une commune de la couronne,. Cette aire, qui regroupe 268 communes, est catégorisée dans les aires de 700 000 habitants ou plus (hors Paris),.

### Occupation des sols
L'occupation des sols de la commune, telle qu'elle ressort de la base de données européenne d’occupation biophysique des sols Corine Land Cover (CLC), est marquée par l'importance des territoires agricoles (83,2 % en 2018), une proportion sensiblement équivalente à celle de 1990 (83,9 %). La répartition détaillée en 2018 est la suivante : 
terres arables (53,1 %), zones agricoles hétérogènes (20,3 %), prairies (9,8 %), forêts (9,1 %), zones urbanisées (7,7 %). L'évolution de l’occupation des sols de la commune et de ses infrastructures peut être observée sur les différentes représentations cartographiques du territoire : la carte de Cassini (XVIIIe siècle), la carte d'état-major (1820-1866) et les cartes ou photos aériennes de l'IGN pour la période actuelle (1950 à aujourd'hui).

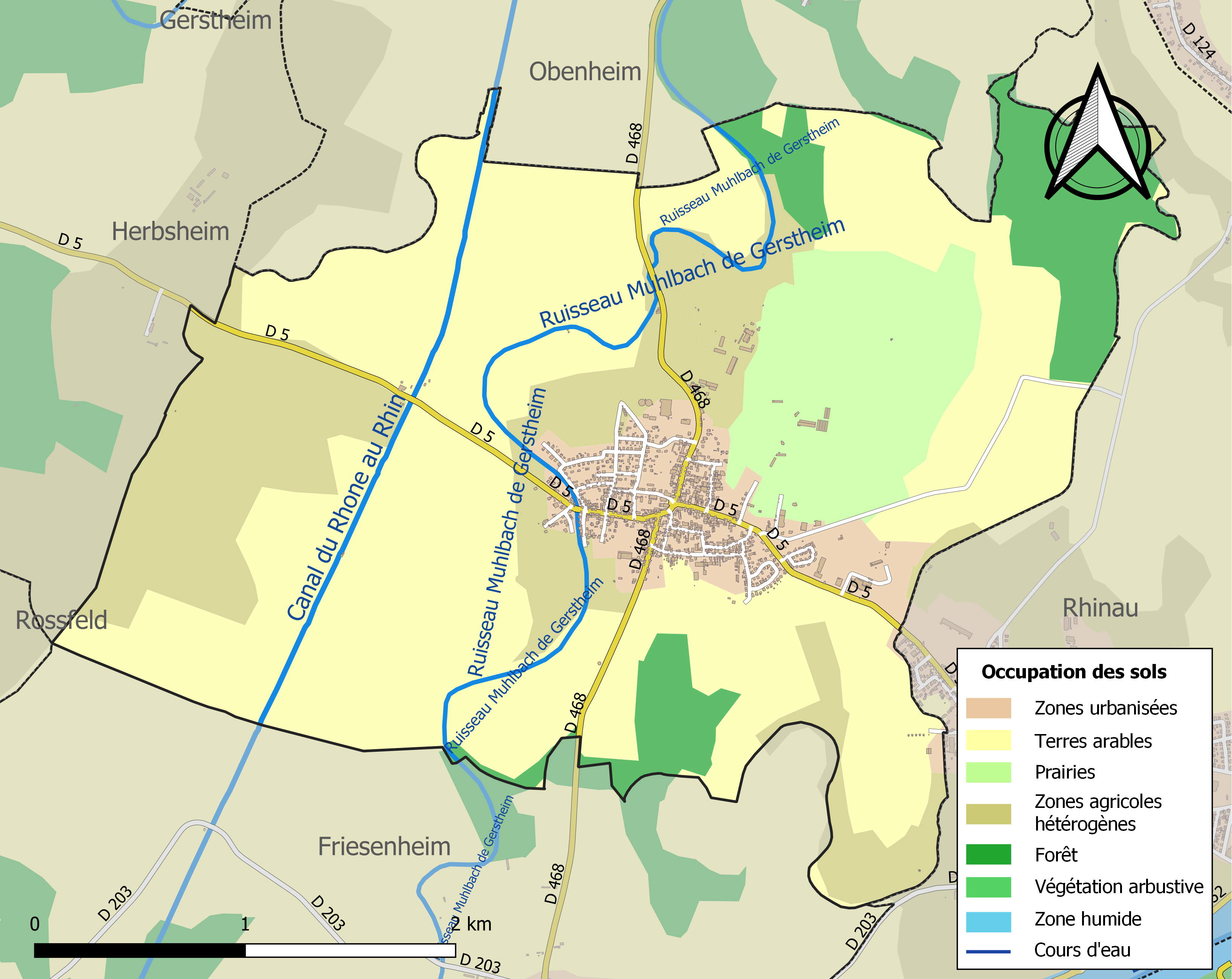
Carte des infrastructures et de l'occupation des sols de la commune en 2018 (CLC).

## Histoire
C'est vers le XIe siècle qu'apparaît pour la première fois le bourg de Botesheim. Le village appartient deux siècles plus tard pour moitié à l'abbaye de Saint-Étienne de Strasbourg et en partie à l'évêque de Strasbourg. Vers le début du  XVIe siècle le village passe entre les mains de la famille Mueg qui adopte la religion réformée vers 1545. En 1636, les Suédois font des incursions en Alsace et détruisent presque entièrement le village. Après la guerre de Trente Ans le village se repeuple grâce à l'apport des immigrés suisses et hollandais. En 1684, Paul Jacques Mueg, propriétaire du village, étant décédé, le domaine est partagé entre différentes familles. Au cours de la Seconde Guerre mondiale, Boofzheim souffrira des combats qui se déroulent dans sa périphérie. Le village est évacué en 1939. À la fin des hostilités un tiers du village est sinistré par les combats qui opposent les Alliés, lancés dans la reconquête des territoires occupés. Les Allemands tentent désespérément de lancer une contre-offensive en janvier 1945 sans succès d'ailleurs. Le village est libéré par les troupes alliées.

## Politique et administration
Le maire actuel de la commune est Éric Kléthi. 

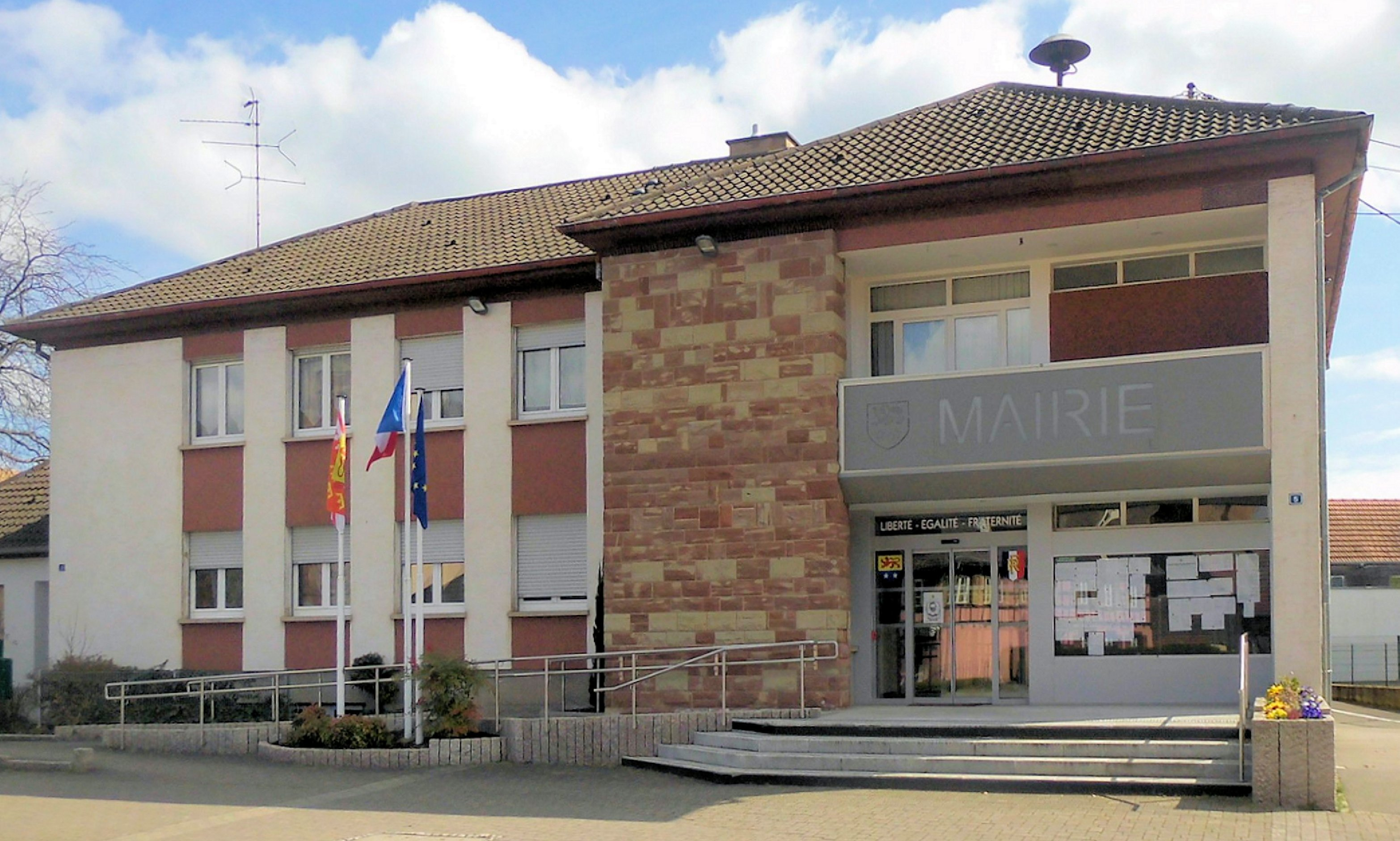
La mairie.

Ses adjoints sont :
- Annie HEILBRONN, 1er adjoint ;
- Michel BAUMERT, 2e adjoint ;
- Monique HEILBRONN, 3e adjoint ;
- Charles LEYDER, 4e adjoint.

| Période                                  | Période                   | Identité                                    | Étiquette | Qualité     |
| ---------------------------------------- | ------------------------- | ------------------------------------------- | --------- | ----------- |
| 2001                                     | 2008                      | Pierre Gracient                             |           |             |
| mars 2008                                | En cours (au 31 mai 2020) | Éric Kléthi, Réélu pour le mandat 2020-2026 | UMP       | Agriculteur |
| Les données manquantes sont à compléter. |                           |                                             |           |             |

### Jumelages
Saint-Aubin-de-Cadelech (France) (Dordogne).

## Démographie
L'évolution du nombre d'habitants est connue à travers les recensements de la population effectués dans la commune depuis 1793. Pour les communes de moins de 10 000 habitants, une enquête de recensement portant sur toute la population est réalisée tous les cinq ans, les populations de référence des années intermédiaires étant quant à elles estimées par interpolation ou extrapolation. Pour la commune, le premier recensement exhaustif entrant dans le cadre du nouveau dispositif a été réalisé en 2005.

En 2022, la commune comptait 1 383 habitants, en évolution de +1,47 % par rapport à 2016 (Bas-Rhin : +3,17 %, France hors Mayotte : +2,11 %).
| 1793 | 1800 | 1806 | 1821 | 1831 | 1836 | 1841 | 1846 | 1851  |
| ---- | ---- | ---- | ---- | ---- | ---- | ---- | ---- | ----- |
| 607  | 472  | 743  | 749  | 903  | 964  | 987  | 961  | 1 020 |

| 1856  | 1861  | 1866  | 1871  | 1875 | 1880 | 1885 | 1890  | 1895  |
| ----- | ----- | ----- | ----- | ---- | ---- | ---- | ----- | ----- |
| 1 010 | 1 063 | 1 042 | 1 045 | 997  | 965  | 984  | 1 040 | 1 042 |

| 1900 | 1905 | 1910 | 1921 | 1926 | 1931 | 1936 | 1946 | 1954 |
| ---- | ---- | ---- | ---- | ---- | ---- | ---- | ---- | ---- |
| 966  | 993  | 958  | 850  | 833  | 824  | 835  | 782  | 735  |

| 1962 | 1968 | 1975 | 1982  | 1990  | 1999  | 2005  | 2006  | 2010  |
| ---- | ---- | ---- | ----- | ----- | ----- | ----- | ----- | ----- |
| 784  | 825  | 899  | 1 052 | 1 065 | 1 030 | 1 182 | 1 182 | 1 227 |

| 2015  | 2020  | 2022  | - | - | - | - | - | - |
| ----- | ----- | ----- | - | - | - | - | - | - |
| 1 331 | 1 381 | 1 383 | - | - | - | - | - | - |

## Économie
Boofzheim dispose de nombreuses infrastructures touristiques :
- une base nautique située sur le canal du Rhône au Rhin avec location de pénichettes Crown Blue Line ;
- un camping ombragé, au calme, avec plusieurs dizaines de bungalows et un plan d'eau pour baignade ;
- deux pistes cyclables, l'une reliant Boofzheim à Strasbourg tout au long du canal du Rhône au Rhin, l'autre reliant Boofzheim à Rhinau et au Bac du Rhin. Cette piste cyclable permet de rejoindre  Europa Park à Rust en Allemagne par la digue du Rhin.

La ferme au Héron Cendré « chez Mireille » est célèbre pour ses produits gastronomiques : foie gras, pâtés... Boofzheim dispose également d'un centre commercial, d'une boulangerie pâtisserie, de deux restaurants, d'un supermarché d'équipements électroménager et multimédia, un traiteur « pizza, tarte flambée, couscous à emporter », de deux médecins, d'un dentiste, d'une pharmacie ainsi que d'une esthéticienne et d'une prothésiste ongulaire.

## Culture locale et patrimoine

### Lieux et monuments

#### Église catholique Saint-Étienne
L'église Saint-Étienne, située rue de Rhinau, est attestée  dès 1211. Cette église, est pour moitié la propriété de l'abbaye Saint-Étienne de Strasbourg et de la paroisse. Elle a depuis été reconstruite en 1522. Depuis cette époque subsistent la tour et des vestiges de la nef reconstruite en 1870. Endettée l'église vend ses droits sur la paroisse à Sébastien Mueg qui introduit la réforme en 1545. En 1622 les protestants de Boofzheim sont chassés par l'évêque qui y installe un curé qui sera remplacé en 1632, lors du retour des protestants, par un pasteur. En 1758, l'abbaye Saint-Étienne récupère ses droits de patronage. Entre 1687 et 1854, l'église sert simultanément aux deux cultes. En 1855, après l'inauguration du temple protestant, le sanctuaire est cédé aux catholiques. Dès 1890 est érigé un nouvel autel qui comporte un retable néogothique, un tabernacle central, une porte sculptée, le tout surmonté d'un tableau peint par Joseph Melling, et classé plus tard monument historique, représentant saint Étienne emporté au ciel. La reconstruction du chœur en 1896 permet d'encastrer trois monuments funéraires de la famille Mueg, encore visibles à ce jour. La cloche de l'église, fondue en 1818 par Jean Louis Edel est décorée de reliefs représentant le martyre de saint Étienne. Devant la porte de l'église se dresse une croix monumentale de 4,50 mètres de haut, datant de 1897, composée d'un piédestal, d'une faîte à balustre et d'une croix portant le Christ défunt. À son pied on découvre une rosace et le crâne symbolique d'Adam avec le serpent du péché originel.

#### Pierres tombales des familles nobles
À l'intérieur de l'église, scellées dans le mur nord de l'abside on peut apercevoir plusieurs pierres tombales : celle de Paul Jacques Mueg (1618-1684) qui porte les armes de cette famille ; en bas à gauche on aperçoit la tombe de la famille Bock et à droite celles des Rathsamhausen dans les deux autres angles.

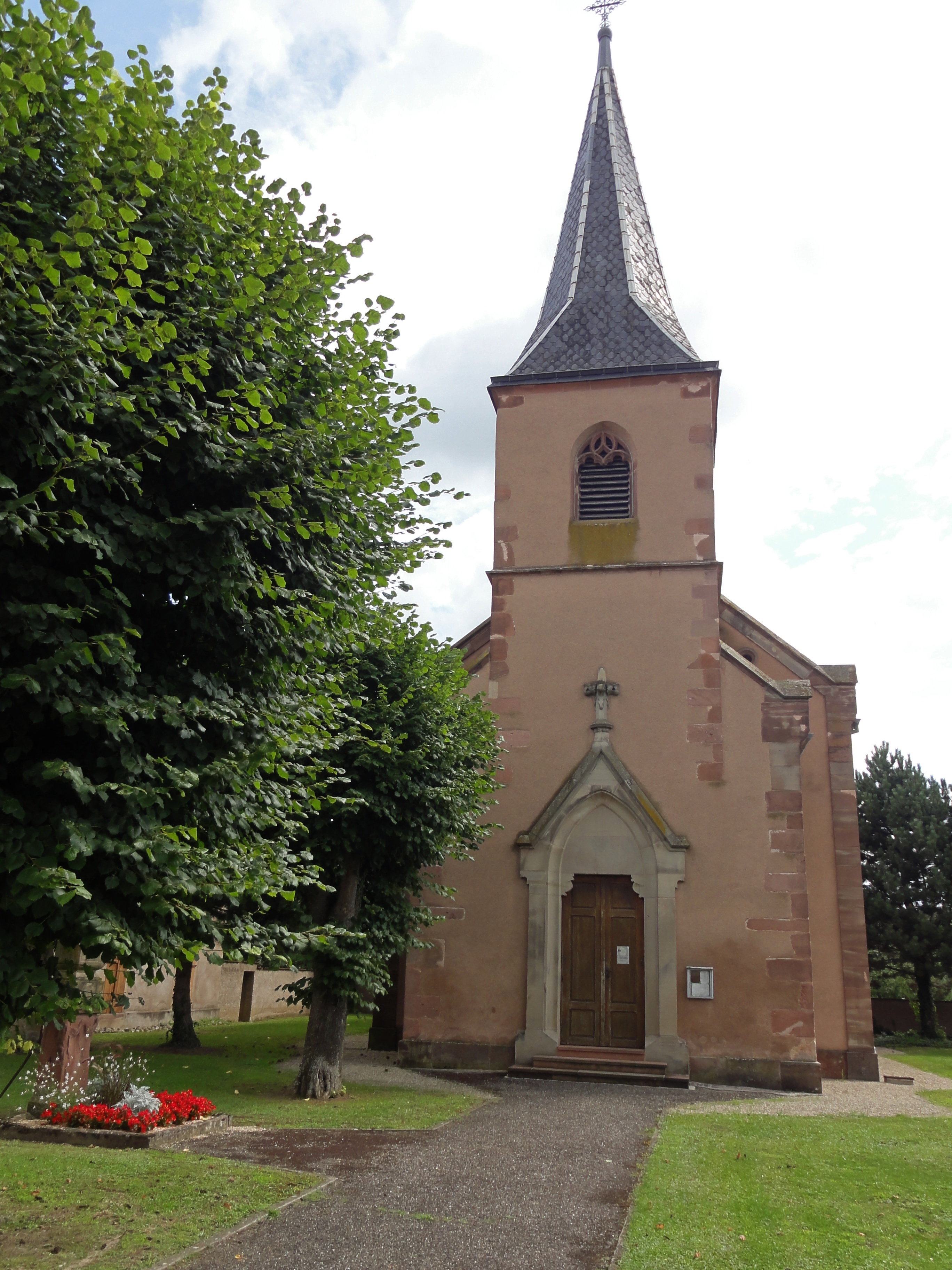
Église catholique Saint-Étienne.
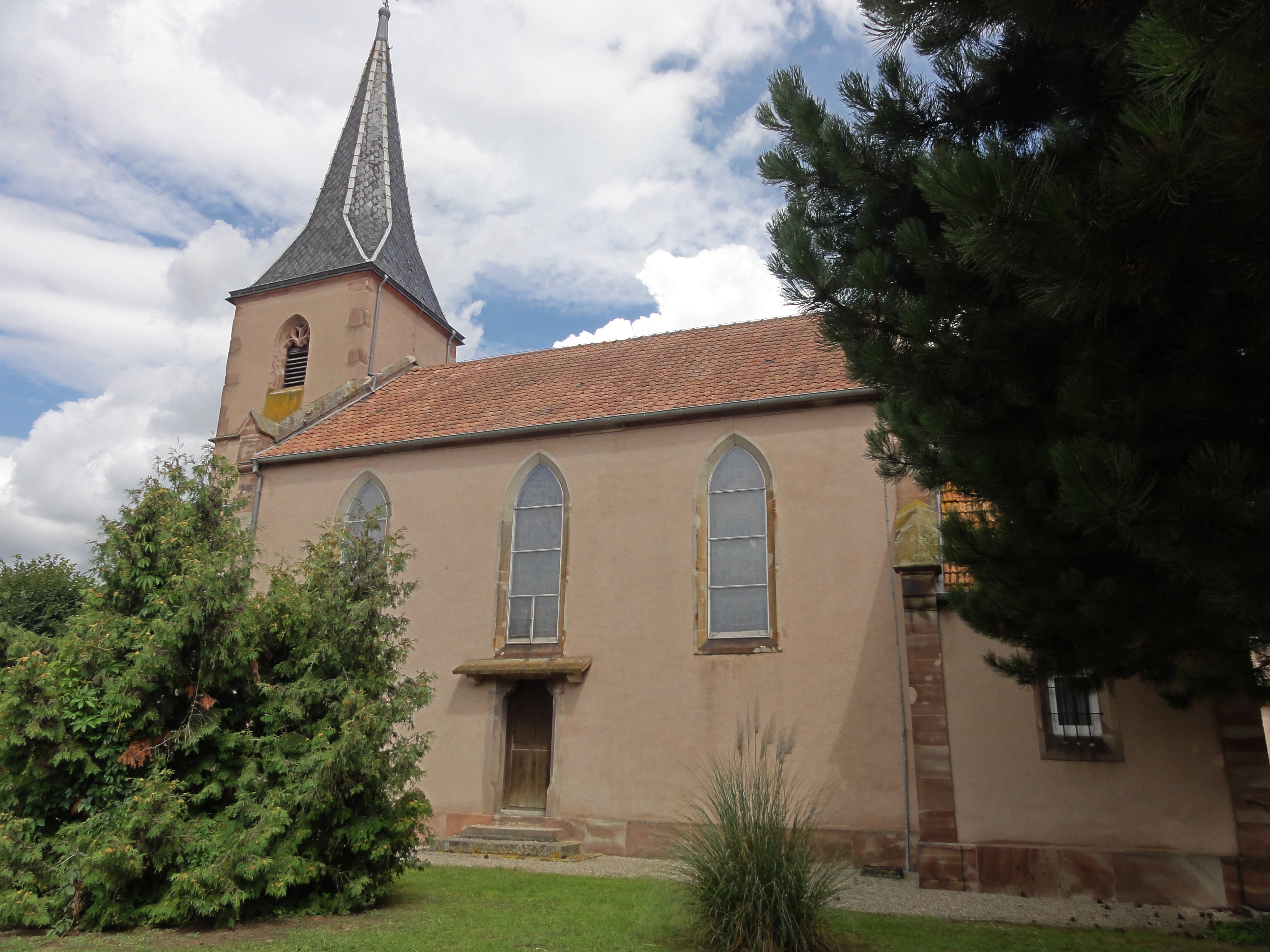
Église catholique Saint-Étienne.
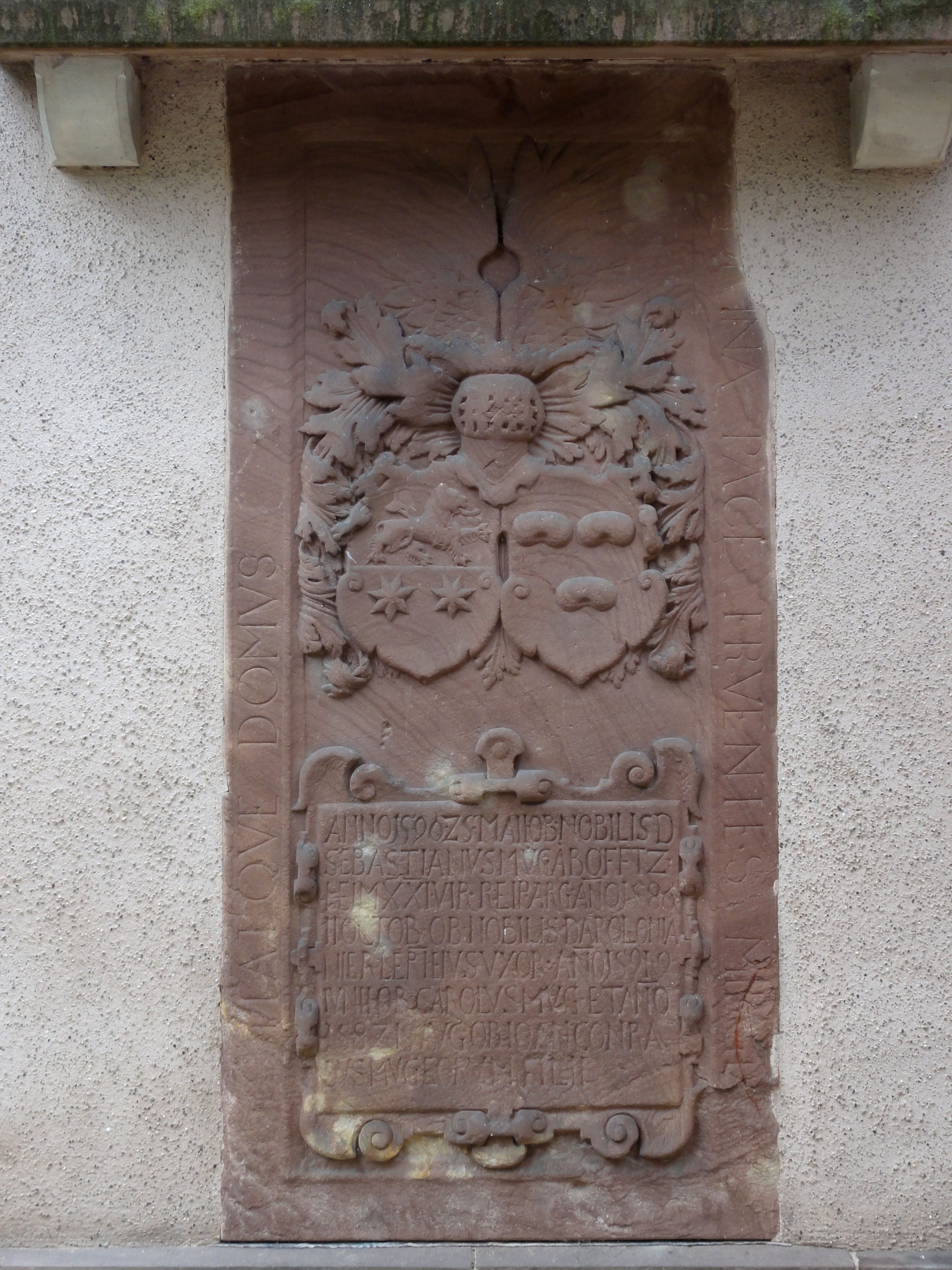
Tombeau (encastré) de Sébastien Mueg et famille (1596).
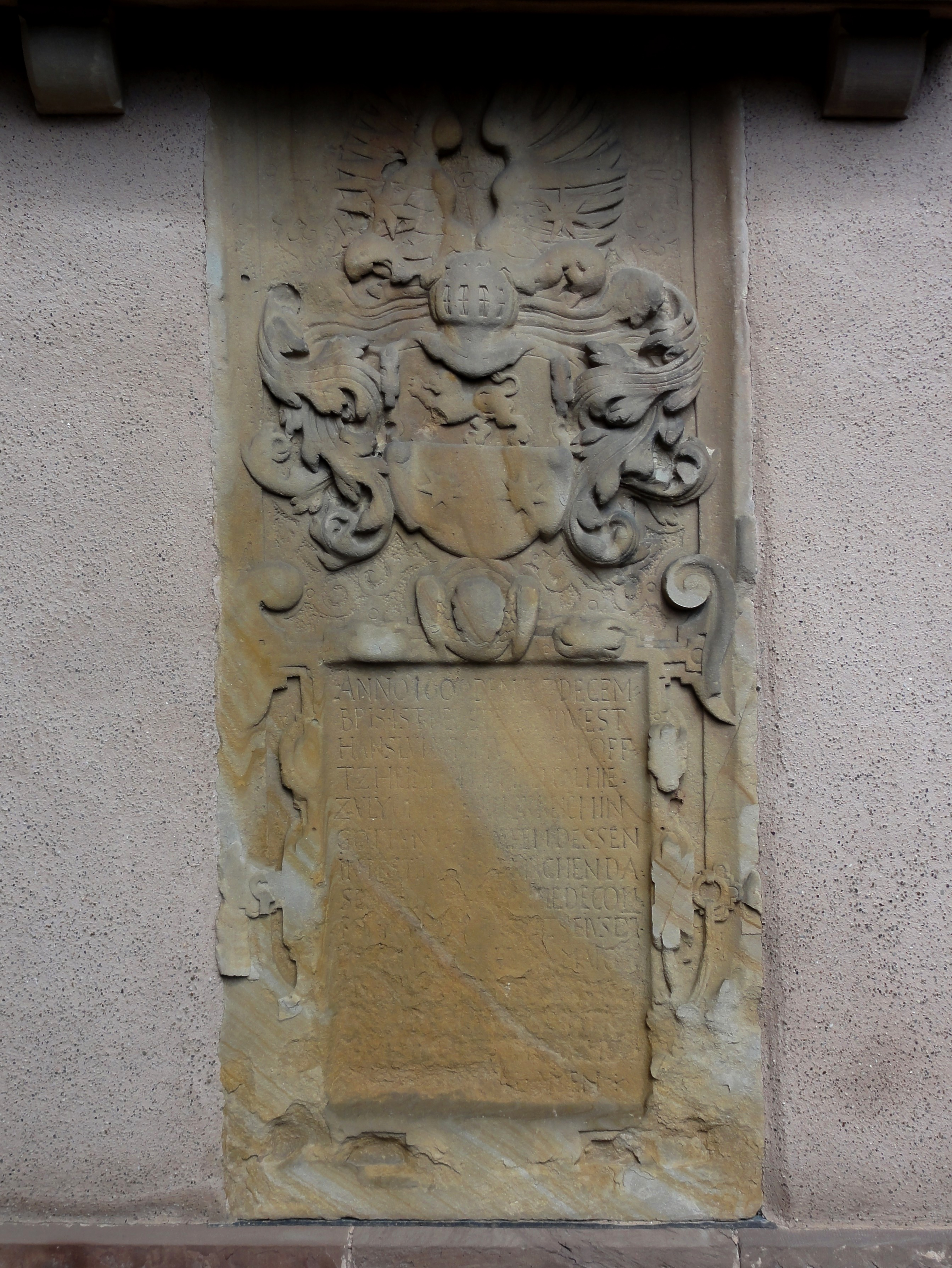
Tombeau (encastré) de Jean-Louis Mueg (1609).

#### Église protestante
En 1849, les protestants achètent un terrain à la commune pour y construire un temple. À cette occasion les habitants les plus pauvres de la commune sont confiés à la construction de cet édifice, ce qui procure du travail à cette frange de la population. Les travaux avancent assez vite, les fondations, les murs et le toit sont achevés dès 1852. L'orgue fabriqué en 1854 par la maison Stiehr de Seltz ressemble à celui d'Orschwihr, les cloches sont installées la même année et l'horloge installée par l'atelier Schwilgué de Strasbourg. Le temple est inauguré le 18 mars 1855. Les vitraux et les peintures sont rénovés en 1886 et l'intérieur de l'église est restauré en 1905.

#### Le château
- Le château de Boofzheim à Boofzheim (67860). Il date du 2e quart du XVIIe siècle. Il appartenait en 1573 à Louis Mueg. Il est en ruines.

### Personnalités liées à la commune
- Didier Six, qui a vécu à Boofzheim.

### Héraldique
| Blason de Boofzheim | Blason  | Coupé : au premier d'or au lion léopardé de gueules, au second d'azur aux deux étoiles d'or. |
| Blason de Boofzheim | Détails |                                                                                              |